# Eumacrocentrus
Eumacrocentrus är ett släkte av steklar. Eumacrocentrus ingår i familjen bracksteklar.
Kladogram enligt Catalogue of Life:
| Eumacrocentrus | \| \| Eumacrocentrus americanus \| \| \| \| \| \| Eumacrocentrus similis \| \| \| \| |
|                | \| \| Eumacrocentrus americanus \| \| \| \| \| \| Eumacrocentrus similis \| \| \| \| |
|                | Eumacrocentrus americanus                                                            |
|                |                                                                                      |
|                | Eumacrocentrus similis                                                               |
|                |                                                                                      |